# Воздвиженский, Геннадий Серафимович
Генна́дий Серафи́мович Воздви́женский (9 сентября 1905, Царевококшайск, Казанская губерния, Российская империя — 16 января 1974, Казань, Татарская АССР, РСФСР, СССР) — советский учёный-химик, доктор химических наук, профессор. Заведующий кафедрой неорганической химии, заместитель директора (1944—1951). Один из организаторов, сотрудник Института органической и физической химии АН СССР в Казани (1946—1971). Заслуженный деятель науки и техники РСФСР (1966). Дважды кавалер ордена Трудового Красного Знамени.

## Биография
Родился 9 сентября 1905 года в г. Царевококшайске (ныне — г. Йошкар-Ола) в многодетной семье в семье потомственного священнослужителя, псаломщика Троицкой церкви Серафима Воздвиженского. 
Окончил в Царевококшайске гимназию, в 1927 году — химическое отделение Казанского университета. Затем окончил аспирантуру на кафедре физической химии этого же университета.
В связи с образованием химико-технологического института в Казани в 1930 году был переведён туда, на кафедру физической и коллоидной химии, где проработал до 1944 года. 
Затем, в 1944—1945 годах — заведующий кафедрой неорганической химии, в 1945—1951 годах — заместитель директора Казанского химико-технологического института. 
В 1934—1940 годах — одновременно научный сотрудник Научно-исследовательского химического института имени А. М. Бутлерова при Казанском университете. В 1942—1944 году был начальником научно-исследовательского отдела этого института.
Один из организаторов, в 1946—1965 годах — заведующий сектором неорганической химии, в 1965—1971 годах — заведующий лабораторией анодных и катодных процессов Института органической и физической химии АН СССР.
Скончался 16 января 1974 года в Казани. Похоронен на Арском кладбище Казани.

## Научно-педагогическая деятельность
В 1938 году присуждена степень кандидата химических наук без защиты диссертации. В 1944 году он защитил докторскую диссертацию на тему «Исследования в области электрокристаллизации металлов».
Известен своими исследованиями по электроосаждению металлов, физической и коллоидной химии, истории казанской химической школы, методике преподавания общей и неорганической химии. Главная цель исследований учёного и его учеников заключалась в стремлении проникнуть в химическую сущность электрохимических покрытий. Он развил новую теорию электрохимического полирования металлов, в основу которой были положены представления об электрокристаллизации металлов, определяемой структурой их поверхности. Дальнейшее развитие этой теории привело к разработке технологических рекомендаций по осуществлению не только процессов электрохимического полирования, но и электрошлифования, электрозаточки, анодной резки и электросверления металлов. Эти исследования привлекли внимание и зарубежных учёных. 
Организовал и долгое время регулярно проводил Казанский городской гальванический семинар. Его участники получали возможность обмениваться опытом, высказывать свои мнения, знакомиться с новыми технологиями, приобщались к исследовательской работе, получали советы перед публичными выступлениями.
Поддерживал тесные научные контакты со многими выдающимися учеными в своей области (в Москве — Ваграмян А. Т., Горбунова К. М., Кудрявцев Н. Т., Фрумкин А. Н. и другие, в Тбилиси — Агладзе Р. И., в Свердловске — Левин А. И., в Перми — Полукаров М. А., в Вильнюсе — Матулис Ю. Ю. и др.). Старался использовать научные конференции и совещания для приобщения своих молодых сотрудников к достижениям коллег, часто выезжал во главе больших групп своих сотрудников в Вильнюс, Тбилиси, Свердловск и другие города.
Был организатором ряда научных конференций, ставших важными вехами в научной жизни СССР того времени: например, это конференция 1959 года, посвящённая анодным электрохимическим процессам.
От него идёт начало электрохимического образования в Казани, где в 1932 году состоялся первый выпуск инженеров-электрохимиков. Впоследствии многие из них разъехались по стране, многие работали по специальности, будучи руководителями гальванических производств в годы Великой Отечественной войны на оборонных предприятиях (Кочергин С. М., Усманов А. Г.). Среди его учеников — 30 кандидатов и 7 докторов наук.  
Создал в системе Татарского совнархоза отраслевую научно-исследовательскую лабораторию по защитным и декоративным гальваническим покрытиям, которая стала базой для развития исследований в разных направлениях гальванических технологий, позволяла решать финансовые проблемы в постановке поисковых методических работ. Значимо создание направления исследований коррозионных процессов, определяющих защитные и декоративные свойства анодных и катодных металлических покрытий. Им была развернута широкая программа исследований, включающая как натурные, так и ускоренные коррозионные испытания. Ему удалось согласовать программу испытаний с работами в этом направлении, проводившимися в ИФХ АН СССР (Томашов Н. Д., Михайловский Ю. Н., Шувахина Л. И. и др.). 
Активно занимался общественной деятельностью по своему научному направлению: был членом правления Татарского отделения Всесоюзного общества по распространению научных и политических знаний, членом Совета Казанского отделения ВХО имени Д. И. Менделеева, занимал должность председателя методических секций, был членом Экспертной комиссии при ВАК, членом Научного совета по проблеме «Коррозия и защита металлов» Государственного Комитета по координации научно-исследовательских работ, членом Комиссии по машиностроению при Татарском обкоме КПСС, являлся заместителем председателя Научно-методического совета по химии Минвуза СССР. 
За вклад в развитие науки в 1966 году ему присвоено почётное звание «Заслуженный деятель науки и техники РСФСР». Награждён орденом Трудового Красного Знамени (дважды) и медалями.

## Основные научные работы
Далее представлен список основных научных работ профессора Г. С. Воздвиженского:  
- Исследование чистопольских флоридиновых глин с коллоидной точки зрения: (Из лаборатории физ. химии Казан. хим. науч.-исслед. ин-та им. Бутлерова) / Г. С. Воздвиженский и А. Ф. Герасимов; Казан. гос. ун-т им. В. И. Ульянова-Ленина. — Казань: [б. и.], 1937. — Обл., 18 с., 1 л. ил.: ил.: 22 см.
- Страница из истории химии в России. Проф. Ф. м. Флавицкий. К 100-летию со дня рождения. [Пионер микрохимического анализа]. Вести высш. школы, 1948, № 6, с. 29—30, 70.
- Электрохимическая обработка режущего инструмента. — Казань: Татгосиздат, Ред. науч.-техн. лит., 1953. — 72 с.
- Б. Н. Бушманов, Г. С. Воздвиженский “Изучение процесса обмена Zn⇄Zn++ на гранях цинкового монокристалла методом радиоактивных индикаторов”, Докл. АН СССР, 114:5 (1957). — С. 1046—1048.
- Г. С. Воздвиженский, А. И. Турашев “Исследование природы локальной пассивности при электролитической полировке меди методом кривых заряжения”, Докл. АН СССР, 114:2 (1957). — С. 358—360.
- Г. С. Воздвиженский, Г. П. Дезидерьев, Г. А. Горбачук «Поправки к статье “К вопросу о механизме электролитической полировки металлов и структуре электрополированной поверхности” (ДАН, т. 120, № 1, 1958 г.)», Докл. АН СССР, 123:3 (1958). — С. 390.
- Г. С. Воздвиженский, Г. А. Горбачук, Г. П. Дезидерьев «Механизм электролитической полировки металлов в свете электронномикроскопических исследований поверхности на различных стадиях обработки”, Докл. АН СССР, 133:4 (1960). — С. 869—871.
- Вариант Периодической системы, корректирующий положение химических элементов нулевой, 8-й и 1-й 1-рупп // Тр. Казахского ХТИ. — 1960.— Вып. 29. — С. 33.

## Признание
- Заслуженный деятель науки и техники РСФСР (1966)[1]
- Заслуженный деятель науки и техники Татарской АССР (1956)[3]
- Орден Трудового Красного Знамени (1951, 1961)[1]
- Медаль «За доблестный труд в Великой Отечественной войне 1941—1945 гг.» (1946)[3]
- Медаль «За доблестный труд. В ознаменование 100-летия со дня рождения Владимира Ильича Ленина» (1970)
- Медали ВДНХ СССР[3]
- Премия АН СССР[3]
- Премия Всесоюзного химического общества имени Д. И. Менделеева[3]